# 11 Dywizja Polowa Luftwaffe
11 Dywizja Polowa Luftwaffe (niem. 11 Luftwaffe Feld Division) – niemiecka dywizja piechoty okresu II wojny światowej

## Formowanie i walki
Utworzona na terenie Niemiec w październiku 1942 z Flieger-Regiments 21. W listopadzie 1943 roku została przemianowana (jak wszystkie dywizje polowe Luftwaffe) na 11 Feld Division (L) i przydzielona do wojsk lądowych. Na początku 1945 r. została rozbudowana o trzeci pułk strzelców (Jäger-Regiment 111 (L)).
W 1943 dywizja została rozlokowana na Wyspach Egejskich jako jednostka okupacyjna. Od lutego do sierpnia zwalczała greckich partyzantów w rejonie miasta Megara. Począwszy od września 1944 stopniowo wycofywała się z Bałkanów. Jesienią 1944 r. walczyła z partyzantką jugosłowiańską nad rzekami Drawą i Sawą.
11 Dywizja Polowa Luftwaffe przetrwała do końca wojny na południowym odcinku frontu wschodniego i skapitulowała w maju 1945 r.

## Skład bojowy dywizji
1942
- 21 polowy pułk strzelców Luftwaffe
- 22 polowy pułk strzelców Luftwaffe
- 11 polowy batalion artylerii Luftwaffe
- 11 polowa kompania cyklistów Luftwaffe
- 11 polowy batalion niszczycieli czołgów Luftwaffe
- 11 polowa kompania inżynieryjna Luftwaffe
- 11 polowa kompania łączności Luftwaffe
- 11 polowe dywizyjne oddziały zaopatrzeniowe Luftwaffe

## Dowódcy dywizji
- Generalleutnant Luftwaffe Karl Drum (od października 1942)
- Oberst Alexander Bourquin (od 10 listopada 1943)
- Generalleutnant Wilhelm Köhler (od 1 grudnia 1943)
- Generalmajor Gerhard Henke (od 1 listopada 1944 do końca wojny)